# Aphelandra marginata
Aphelandra marginata är en akantusväxtart som beskrevs av Christian Gottfried Daniel Nees von Esenbeck och Morr.. Aphelandra marginata ingår i släktet Aphelandra och familjen akantusväxter. Inga underarter finns listade i Catalogue of Life.